# أذينة عشبية ريحية
الأذينة العشبية الريحية (باللاتينية: Phlomis herba-venti) نوع نباتي يتبع جنس الأذينة من الفصيلة الشفوية.

## الموئل والانتشار
له عدة أنوعة (باللاتينية: Subspecies) موطنها بلاد الشام والمغرب العربي وإسبانيا وحوض البحر الأبيض المتوسط وحوض البحر الأسود وإيران ووسط آسيا.

## الوصف النباتي
النبات شجيرة معمرة يصل ارتفاعها إلى 70 سم. الأزهار بنفسجية.